# Железнодорожный транспорт в Эфиопии

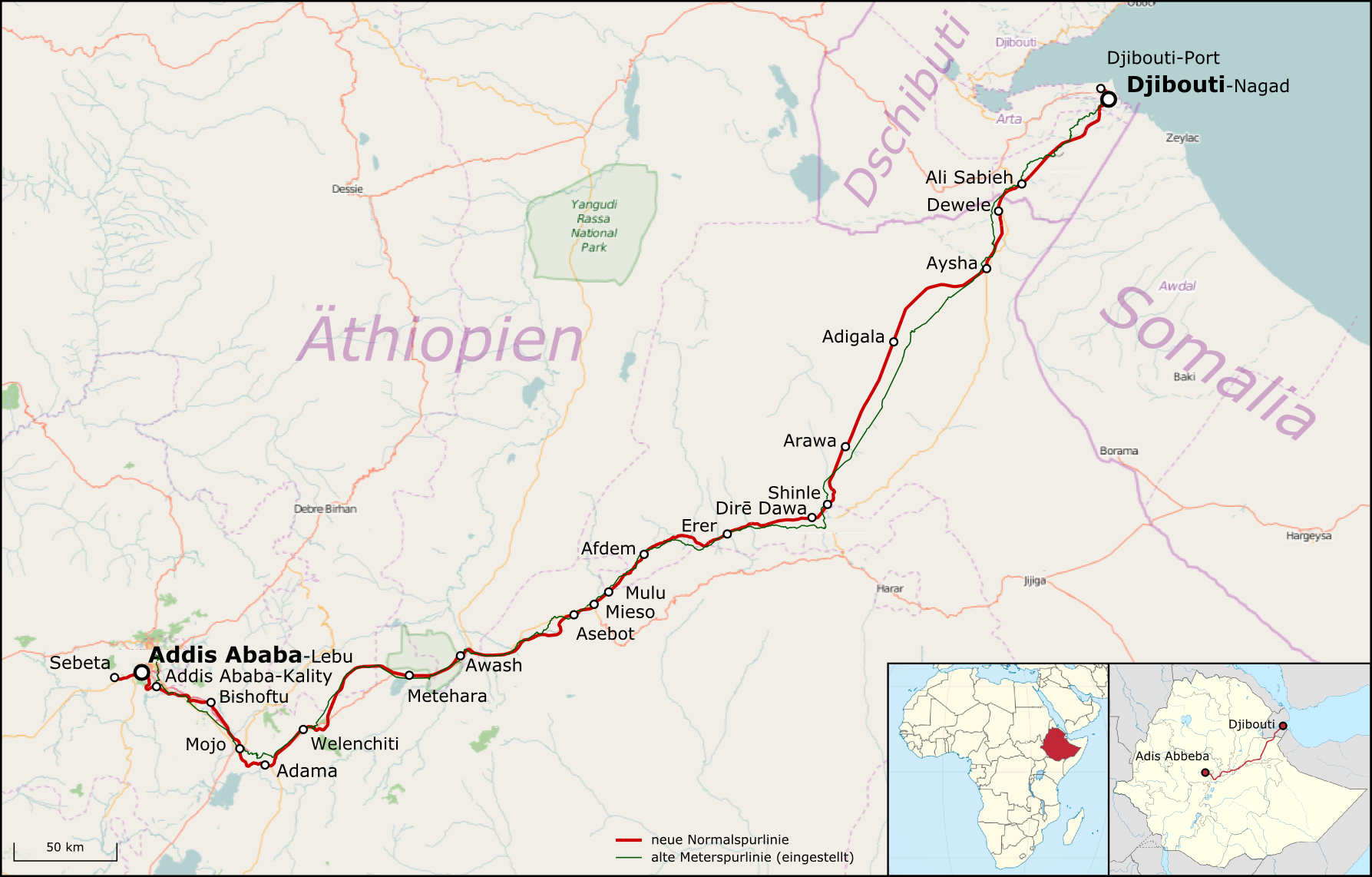
Линия стандартной колеи (красная) и старая узкоколейная линия

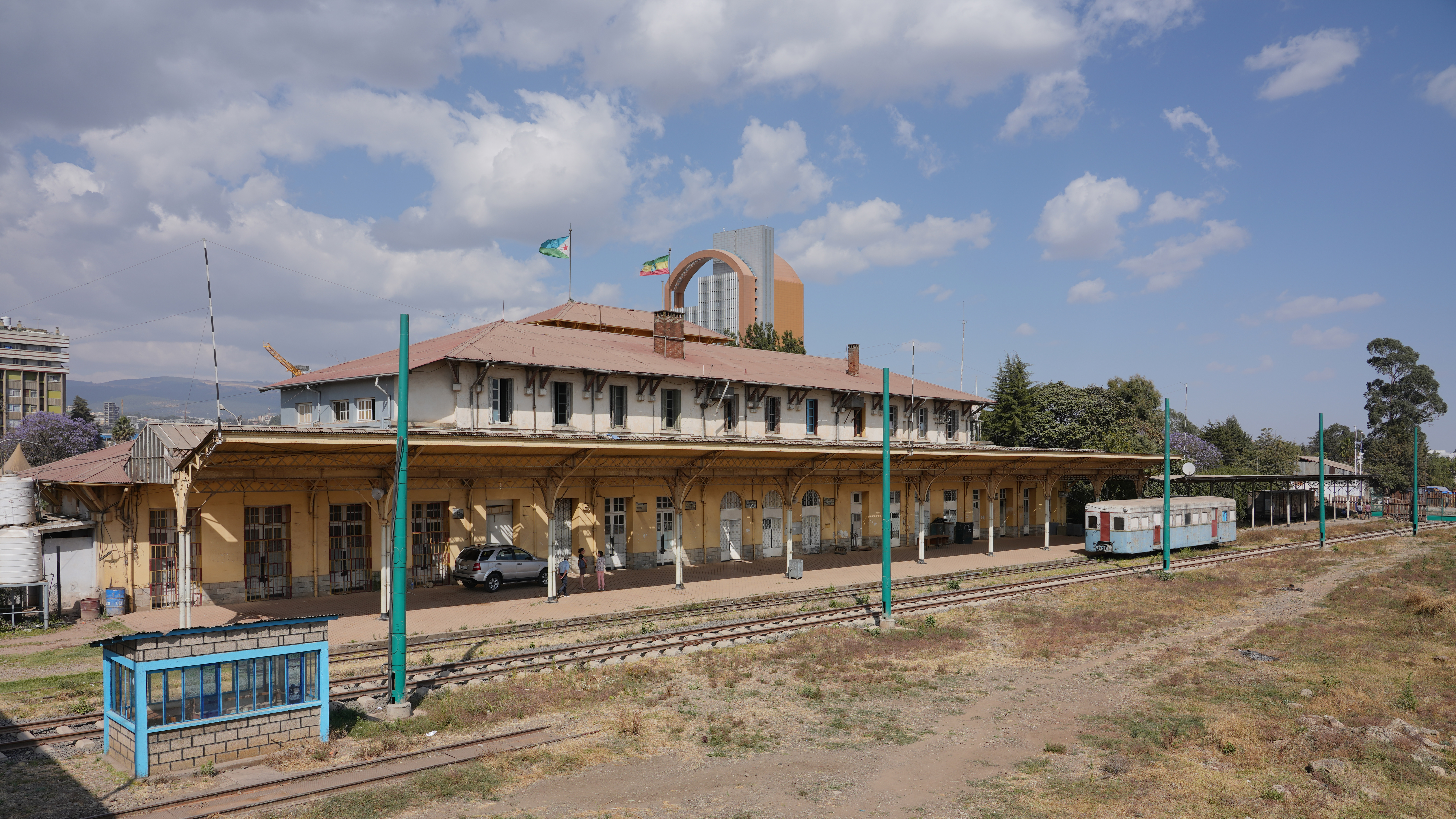
Старый вокзал Аддис-Абебы с остатками путевой инфраструктуры

Железнодорожный транспорт в Эфиопии — часть транспорта Эфиопии. Железные дороги Эфиопии остоят из электрифицированных линий европейской колеи построенных в 2016 году, а также практически не использующихся линий метровой колеи.

## История
Развитие железнодорожных путей на территории современной Эфиопии и соседней Джибути началось во время европейского сопернечества в регионе. К концу XIX века прибрежные территории Баб-эль-Мандебского пролива контролировались Италией, Францией и Британией. В это время появилась экономическая обоснованность в строительстве железной дороги из Эфиопию во французские порты Джибути. Франция в своих колониях строила железные дороги преимущественно метровой колеи. В 1897 году началось строительство дороги от Джибути до крупнейших в Эфиопии плантаций кофе в районе города Джимма. Но через 10 лет первоначальные планы были пересмотрены и железную дорогу довели только до столицы страны — Аддис-Абебы в 1917 году. К этому времени было построены пути:
- Джибути — Дыре-Дауа — Аддис-Абеба

В конце 1930-х годов после итало-эфиопская войны власти Италии начали строительство нескольких новых железных дорог с шириной колеи 950 мм:
- Массауа—Дэссе—Аддис-Абеба,
- Асэб–Дэссе–Гондэр и
- Могадишо–Dollo–Аддис-Абеба.

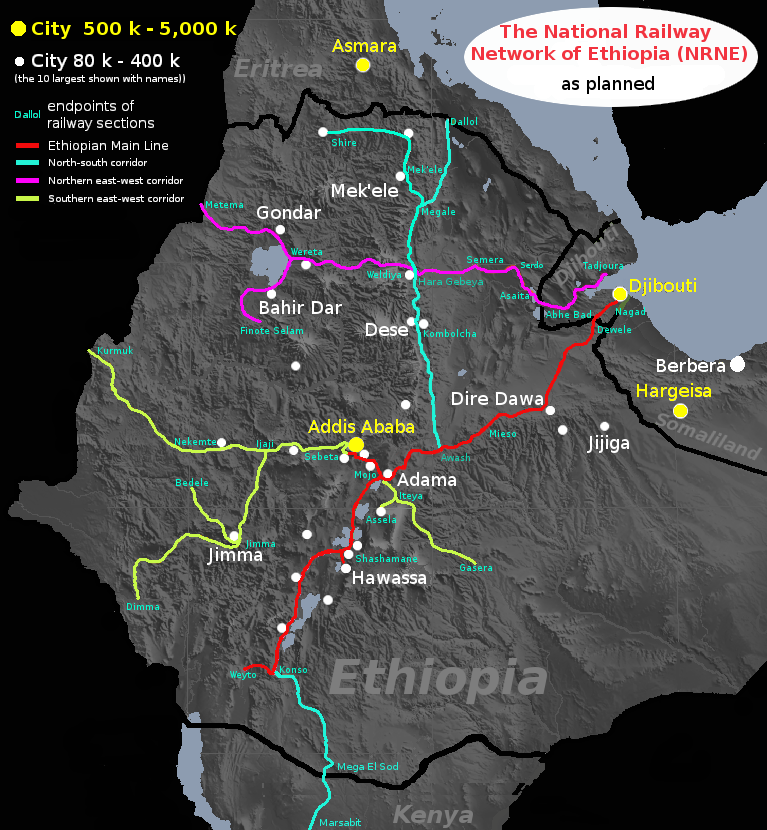

После образования независимой Федерации Эфиопии и Эритреи, появлялись новые планы по стрательству железных дорог, так в 1960-х годах эксперты из Югославии и Франции предложили ответвление в Адаме от существующей железной дороги до Диллы. Однако железнодорожная сеть с метровой колеёй так и не была создана, и она частично была закрыта. К тому времени началось развитие автомобильных дорог. В конце 1960х годов общая протяженность железных дорог страны составляла около 1 тыс. км.
С конца 1970-х годов произошёл ряд переворотов и гражданских войн, образовалась современная Эфиопия и Эритрея, а развитие железных дорог в регионе прекратилось.
В XXI веке возобновилось развитие железных дорог. Эфиопия стала проектировать строительство железной дороги в Южный Судан, с планами дотянуть линию от столицы на запад через г. Беделе. Генеральным подрядчиком участка Аддис-Абеба — Беделе выступила бразильская компания Andrade Gutierrez, реализующая проект на средства Бразильского банка развития. Строительство началось в мае 2015 года.

### Сеть европейской колеи
В 2010 году правительство Эфиопии предложило создать новую Национальную железнодорожную сеть с самой распространённой в мире колеёй в 1435 мм. Большинство из предлагаемых новых железнодорожных линий были запланированы десятилетиями ранее для железной дороги с метровой колеёй (см. схему выше). Новая железная дорога Аддис-Абеба — Джибути заработала в 2016 году.
Открытая в 2016 году новая сеть европейской колеи соединила не имеющую выхода к морю Эфиопию со своим восточным соседом. Строительство вёл китайский оператор China Railway Group, а 400-километровый участок от Аваш до Уольдыи — турецкая компания Yapı Merkezi и различные европейские подрядчики.
Старая железная дорога колеи 1000 мм Аддис-Абеба — Джибути (построенная в 1917 году) после открытия линии колеи 1435 мм продолжает использоваться для грузового движения на некоторых участках. Линии колеи 1435 мм и колеи 1000 мм проложены по разным маршрутам, расстояние между ними может составлять десятки километров.

### Сооружаемые и проектируемые железные дороги

#### Северные дороги
18 февраля 2015 года премьер-министр Эфиопии Хайлемариам Десалень заложил церемониальный закладочный камень проекта строительства северной Эфиопской железной дороги Мэкэле — Уольдыя/Hara Gebeya.  220-километровая электрифицированная линия для смешанного движения будет построена на деньги компании China China Communications Construction, стоимость контракта составила 1,5 млрд. долларов.
Железная дорога Мэкэле — Аваш соединит столицу Эфиопии с северной частью страны путём примыкания к железной дороге Аддис-Абеба — Джибути в городе Аваш. Генеральным подрядчиком северного участка этой дороги, от Мэкэле до Уольдыя, является компания China Communications Co. Инвестиции в северный участок в размере 1,5 млрд долларов поступили от Эксим Банка Китая. За южный участок, от Уольдыя до Аваша, ответственная турецкая группа компаний Yapı Merkezi. Транш в размере 1,5 млрд долларов выдан консорциумом кредиторов, в том числе Türk Eximbank (Турция), National Export Credits Guarantee Board (Швеция), Eksport Kredit Fonden (Дания) и Swiss Export Risk Insurance (Швейцария).
Железная дорога, получившая внутреннее название AKH Railway, должна была строиться в два этапа. Участок от Аваша до Комбольчи длиной 270 км представлял собой 1-й участок железной дороги, в то время как оставшиеся 122 км до Уольдыи представляли собой второй участок. Первая волна строительства началась на этом 2-м участке в 2017 году. Для 1-го участка между Авашем и Комбольчой ожидалось, что все 270 км рельсов будут уложены в августе 2017 года, так что были объявлены первые тестовые пробеги по железной дороге. В ходе первого тестового пробега на железной дороге была достигнута скорость 100 км /ч. Однако прокладка пути потребовала дополнительных работ, последние путевые площадки для первого этапа главной железнодорожной линии (без учета станций и линий обслуживания) были уложены в январе 2018 года в Аваше на пересечении с железной дорогой Аддис-Абеба-Джибути. В январе 2019 года строительство железнодорожной линии Аваш-Комбольча достигло 97 процентов.
Линия от Уольдыя до Таджура обеспечит Эфиопию вторым выходом к морю в порту Таджура государства Джибути. Эта ветка будет соединяться с железной дорогой Мэкэле — Аваш в Уольдыя. Этот проект контролируется компанией Overseas Infrastructure Alliance (Индия), и индийское правительство уже выделило 300 млн долларов из своих средств. Однако, реализация проекта уже пять раз откладывалась, и по состоянию на май 2015 года тендер ещё не проводился.

#### К морским портам Кении
У компании Ethiopian Railway Corporation имеются планы построить несколько новых линий, в том числе в соседние страны. Предусматривается присоединение эфиопской железнодорожной сети через границу с Кенией вблизи Мояле. Это позволило бы Эфиопии получить стратегический доступ к ещё двум портам, в дополнение к порту Джибути: кенийским портам Ламу и Момбаса. Строительство будет осуществляться в два этапа.

## Лёгкое метро
- Аддис-Абебский скоростной трамвай колеи 1435 мм начал перевозку пассажиров в августе 2015 г.

## Железнодорожные связи со смежными странами
- Джибути — да, одинаковая ширина колеи 1435 мм.
- Кения — нет, одинаковая ширина колеи 1435 мм.
- Южный Судан — нет, изменение ширины колеи с 1435 мм на 1067 мм.
- Эритрея — нет, изменение ширины колеи с 1435 мм на 950 мм.
- Судан — нет, изменение ширины колеи с 1435 мм на 1067 мм.
- Сомали — нет железных дорог.
- Сомалиленд — нет железных дорог.